# ユーゴ型潜水艇
ユーゴ型潜水艇:SSM YUGO CLASS（ユーゴがたせんすいてい）は、北朝鮮で開発・生産された工作員潜搬入用潜水艇である。「ユーゴ」というNATOコードネームは、ユーゴスラビアで設計された説があるためである。

## 建造
1960年代初期に建造を開始して、1990年代半ばまで建造されていたと考えられている。

## 装備
魚雷発射管を装備しているが、予備魚雷のスペースが無いことなどからも魚雷攻撃は副次的なもので、司令塔に水密ハッチで閉じられる部屋があることから、専ら工作員の放出・回収が主任務だと考えられる。航法装置として搭載されたGPSをはじめ、艦内の機器の大半が日本製だったといわれている。
推進は大小の5翼スキュード/通常プロペラによる1軸推進である。

## ユーゴ型潜水艇浸透事件
1998年6月22日、1隻のユーゴ型が大韓民国の東海岸に侵入を試みたところ、サンマ漁の網にかかり航行不能となっているのを漁師に目撃された。通報から約50分後、韓国海軍が駆けつけユーゴ型を包囲した。翌6月23日に韓国海軍警備艇が曳航して連行しようとしたところ、途中で沈没した。間もなく海中から引き揚げられて港に曳航され、韓国軍兵士がハッチをこじ開けて内部に突入したところ、乗員5名の射殺体と自決した4名の工作員、潜水服1着とAKM・RPG-7、そして金日成・主体思想を賛美する内容の書籍および遺書が発見された。捜査の結果、韓国国内の地下組織との埋没連絡を行うために工作員を韓国に送り込もうとして、失敗したものとみられている。工作員及び乗員は、漁師に目撃された直後に集団自決したとみられている。ユーゴ型に関する情報は、このとき捕獲されて、現在展示されている1隻からしか引き出すことができない。

## 運用
1997年にはベトナムに2隻輸出されている。ベトナムに輸出されたタイプは、シュノーケルと魚雷発射管を標準装備する。主に、ダイバーの支援に用いられていると考えられている。

## 保有国
- 朝鮮民主主義人民共和国 - 約20～25隻前後[4]
- ベトナム社会主義共和国 - 2隻

## その他
映画『宣戦布告』に登場する「北東人民共和国」の潜水艦のモデルになっている。
詳細は不明であるが、ヨノ型潜水艇も建造されている。